# Etzelbach (Högenbach)
Der Etzelbach ist ein über neun Kilometer langer Fluss in Bayern in der verkarsteten Frankenalb, der nach einem erst westlichen, dann in einer Doppelschleife südlich führenden Lauf von rechts in den Högenbach einfließt. Die Mündung liegt kurz nach der Landkreisgrenze zwischen Weigendorf im Landkreis Amberg-Sulzbach im Osten und dem Pfarrdorf Hartmannshof der Gemeinde Pommelsbrunn im Landkreis Nürnberger Land; von den letzten Metern abgesehen liegt sein Lauf vollständig auf dem Gebiet des Amberg-Sulzbacher Landkreises.

## Geographie

### Verlauf
Der Etzelbach entspringt auf einer Höhe von 438 m ü. NHN in einer Grünzone. Seine Quelle liegt direkt am südöstlichen Siedlungsrand von Neukirchen bei Sulzbach-Rosenberg. 
Der zunächst westliche Lauf führt durch das Ortszentrum des Ursprungsortes, dann immer der Kreisstraße 39 entlang bis nach Etzelwang. Den rechts am Ufer liegenden Ort passiert er schon auf Südwestkurs, aus ihm kommend fließt vor dem bald folgenden Penzenhof der einzugsgebietsreiche Reinbach zu.
Langsam in einen Linksbogen eintretend, fließt der Etzelbach neben der nun mit 38 nummerierten Kreisstraße entlang, an der sich einige weitere kleine Ortsteile von Etzelwang aufreihen. Ungefähr am westlichsten Punkt des Laufs tritt er auf das Gemeindegebiet von Weigendorf über, durchquert am Übergang vom Links- in den folgenden kürzeren Rechtsbogen den Ortsteil Oed. Auf Höhe des überwiegend links liegenden Weigendorf selbst fließt aus dem Ort der Weigenbach zu. 
Weniger als einen halben Kilometer weiter abwärts mündet der Etzelbach, inzwischen auf Westkurs, wenige Meter nach der Gemeindegrenze zu Pommelsbrunn bei dessen Pfarrdorf Hartmannshof auf einer Höhe von ungefähr 375 m ü. NHN von rechts in den aus dem Südosten kommenden Högenbach, der danach westlich weiterläuft.
Sein etwa 9,2 km langer Lauf endet ungefähr 63 Höhenmeter unterhalb seiner Quelle, er hat somit ein mittleres Sohlgefälle von etwa 6,8 ‰.

### Einzugsgebiet
Das Einzugsgebiet des Etzelbachs umfasst 61,2 km² in der Frankenalb. Die östliche Einzugsgebietsgrenze ist Teil der Europäischen Hauptwasserscheide zwischen Nordsee und Schwarzem Meer, denn jenseits sammelt die Vils den Abfluss der unmittelbaren Konkurrenten jenseits der Scheide und führt ihn über die Naab der Donau zu. Im Norden und Westen grenzt das Einzugsgebiet des Hirschbachs an, der in die Pegnitz mündet, im Süden jenes des oberen und mittleren Högenbachs, dessen Unterlauf nach diesem die Pegnitz erreicht.
Das ganz im Karstgebiet der Frankenalb liegende Einzugsgebiet ist relativ arm an Wasserläufen. Der rechte Oberlaufzufluss Reinbach übertrifft mit seiner Länge von – zusammen mit seinem längeren Oberlauf Eiselbach – etwa 11,3 km die Gesamtlänge des Etzelbachs.

### Zuflüsse
Längen und Mündungshöhen nach dem BayernAtlas.
- Reinbach (rechts), 8,8 km (mit Eiselbach 11,3 km), südwestlich von Etzelwang, 416 m ü. NHN
- Weigenbach (links), 3,7 km, bei Weigendorf, 378 m ü. NHN

### Flusssystem Pegnitz
- Fließgewässer im Flusssystem Pegnitz

### BayernAtlas („BA“)
Amtliche Online-Gewässerkarte mit passendem Ausschnitt und den hier benutzten Layern: Lauf und Einzugsgebiet des Etzelbachs

Allgemeiner Einstieg ohne Voreinstellungen und Layer: BayernAtlas der Bayerischen Staatsregierung (Hinweise)
1. 1 2 3  Höhe abgefragt auf dem Hintergrundlayer Amtliche Karte (Rechtsklick).
2. ↑  Länge abgemessen auf dem Hintergrundlayer Amtliche Karte.

### Gewässerverzeichnis Bayern („GV“)
1. ↑  Länge nach: Verzeichnis der Bach- und Flussgebiete in Bayern – Flussgebiet Main, Seite 42 des Bayerischen Landesamtes für Umwelt, Stand 2016 (PDF; 3,3 MB)
2. ↑  Einzugsgebiet nach: Verzeichnis der Bach- und Flussgebiete in Bayern – Flussgebiet Main, Seite 42 des Bayerischen Landesamtes für Umwelt, Stand 2016 (PDF; 3,3 MB)